# Ле Дик Ань
Ле Дик Ань (в'єт. Lê Đức Anh; 1920—2019) — в'єтнамський військовий та державний діяч, президент Соціалістичної Республіки В'єтнам з 1992 до 1997 року.

## Біографія
Народився у повіті Фулок, провінція Тхиатхьєн-Хюе. З серпня 1945 року — у лавах В'єтнамської народної армії. З жовтня 1948 до 1950 року був начальником штабу 7-го та 8-го військових округів та адміністративного району Сайгона Чолон. З 1951 до 1954 року служив заступником начальника штабу, в. о. начальника штабу округу Кохінхін. З серпня 1963 року — заступник начальника Генерального штабу В'єтнамської народної армії. З лютого 1964 року — у Південному В'єтнамі, заступник командувача й начальник штабу В'єтконгу.
У 1980-их роках командував в'єтнамськими збройними силами в Народній Республіці Кампучії. На цій посаді сформулював п'ять ключових моментів для оборони Кампучії від червоних кхмерів, а також непопулярний «план K5».
У березні 1982 року Ле Дик Ань був обраний членом Політбюро ЦК КПВ та перебував у його складі до своєї відставки 1997 року.
У 1986—1987 роках був начальником Генерального штабу В'єтнамської народної армії, у 1987—1991 — міністром оборони СРВ. 1989 року, після краху комунізму у Східній Європі, виступав за посилення впливу армії у внутрішній політиці «у той час, коли в'єтнамський соціалізм під ударом».
З 1991 року Ле Дик Ань контролював політику В'єтнаму відносно до Камбоджі та КНР спільно з міністром закордонних справ Нгуєн Ко Тхатем і брав участь у нормалізації відносин В'єтнаму з Китаєм. У подальшому, будучи президентом В'єтнаму, 1993 року Ле Дик Ань відвідав Пекін із офіційним візитом. То був перший візит до Китаю глави В'єтнаму за останні 38 років. Під час візиту Ле Дик Ань обговорював із керівництвом Китаю економічні відносини й територіальні претензії Китаю у Південно-Китайському морі, однак, домовленості було досягнуто тільки за останнім питанням..
У вересні 1992 року Ле Дик Ань був обраний на відновлену посаду президента країни. Хоч ця посада мала головним чином представницький характер, Ле Дик Ань під час перебування на цій посаді зумів збільшити її політичну вагу.
1991 року Ле Дик Ань підтримав кандидатуру До Миоя для обрання на пост генерального секретаря ЦК КПВ.
В середині листопада 1996 року Ле Дик Аня було госпіталізовано після інсульту і він зміг повернутись до роботи тільки у квітні 1997 року. У вересні 1997 року після з'їзду КПВ вийшов у відставку з посту президента й був радником Центрального Комітету партії з грудня 1997 до 2001 року.

## Родина
Дружина — Во Тхі Ле. Син, Ле Мань Ха — заступник голови Народного Комітету Хошиміна.

## Нагороди
- Орден Золотої Зірки
- Орден Хо Ши Міна
- Орден «За військові подвиги»
- Медаль Перемоги